# パイク郡 (アラバマ州)
パイク郡（英: Pike County）は、アメリカ合衆国アラバマ州の南部に位置する郡である。2010年国勢調査での人口は32,899人であり、2000年の29,605人から11.1%増加した。郡庁所在地はトロイ市（人口18,033人）であり、同郡で人口最大の都市でもある。郡名はニュージャージー州出身で、1806年にコロラド州南部への遠征隊を率い、パイクス峰を発見した探検家ゼブロン・パイクに因んで名付けられた。

## 歴史
1819年、アラバマが州に昇格すると直ぐに郡を編成した。パイク郡は1821年12月17日に設立された州内では古い方の郡であり、ニュージャージー州出身のゼブロン・モンゴメリー・パイク将軍に因んで名付けられた。アラバマ州議会が1821年12月18日に成立させた法では、パイク郡郡政委員会が郡庁所在地の場所を選定するまで、アンドリュー・タウンゼンド邸を一時的な郡庁にするとしていた。当初郡域が広かったのでパイク州とも呼ばれた。その範囲は現在のクレンショー郡、モンゴメリー郡、メイコン郡、ブロック郡、バーバー郡に及び、東はチャタフーチー川まで広がっていた。

## 地理
アメリカ合衆国国勢調査局に拠れば、郡域全面積は672.10平方マイル (1,740.7 km2)であり、このうち陸地671.03平方マイル (1,738.0 km2)、水域は1.06平方マイル (2.7 km2)で水域率は0.16%である。

### 主要高規格道路
- アメリカ国道29号線
- アメリカ国道231号線
- アラバマ州道10号線
- アラバマ州道87号線
- アラバマ州道93号線

### 隣接する郡
- ブロック郡 - 北東
- バーバー郡 - 東
- デイル郡 - 南東
- コフィー郡 - 南
- クレンショー郡 - 西
- モンゴメリー郡 - 北西

## 人口動態
以下は2000年の国勢調査による人口統計データである。
| 基礎データ - 人口: 29,605人 - 世帯数: 11,933世帯 - 家族数: 7,649 家族 - 人口密度: 17人/km2（44人/mi2） - 住居数: 13,981軒 - 住居密度: 8軒/km2（21軒/mi2） 人種別人口構成 - 白人: 60.77% - アフリカン・アメリカン: 36.60% - ネイティブ・アメリカン: 0.66% - アジア人: 0.35% - 太平洋諸島系: 0.02% - その他の人種: 0.26% - 混血: 1.35% - ヒスパニック・ラテン系: 1.23% | 年齢別人口構成 - 18歳未満: 24.4% - 18-24歳: 15.8% - 25-44歳: 26.0% - 45-64歳: 21.2% - 65歳以上: 12.6% - 年齢の中央値: 32歳 - 性比（女性100人あたり男性の人口） - 総人口: 89.5 - 18歳以上: 84.9 世帯と家族（対世帯数） - 18歳未満の子供がいる: 29.7% - 結婚・同居している夫婦: 43.6% - 未婚・離婚・死別女性が世帯主: 16.8% - 非家族世帯: 35.9% - 単身世帯: 29.8% - 65歳以上の老人1人暮らし: 11.0% - 平均構成人数 - 世帯: 2.38人 - 家族: 2.98人 | 収入と家計 - 収入の中央値 - 世帯: 25,551米ドル - 家族: 34,132米ドル - 性別 - 男性: 27,094米ドル - 女性: 18,758米ドル - 人口1人あたり収入: 14,904米ドル - 貧困線以下 - 対人口: 23.1% - 対家族数: 18.5% - 18歳未満: 29.9% - 65歳以上: 21.9% |

## 都市と町
- バンクス
- ブランディッジ
- ゴーシェン
- ルイス
- トロイ - 郡庁所在地